# گریتر گالسبرگ (میشیگان)
گریتر گالسبرگ (به انگلیسی: Greater Galesburg) یک منطقهٔ مسکونی در ایالات متحده آمریکا است که در شهرستان کالامازو، میشیگان واقع شده است. گریتر گالسبرگ ۱۹٫۸ کیلومتر مربع مساحت و ۱٬۶۳۱ نفر جمعیت دارد.